# Kapitol der Colonia Ulpia Traiana

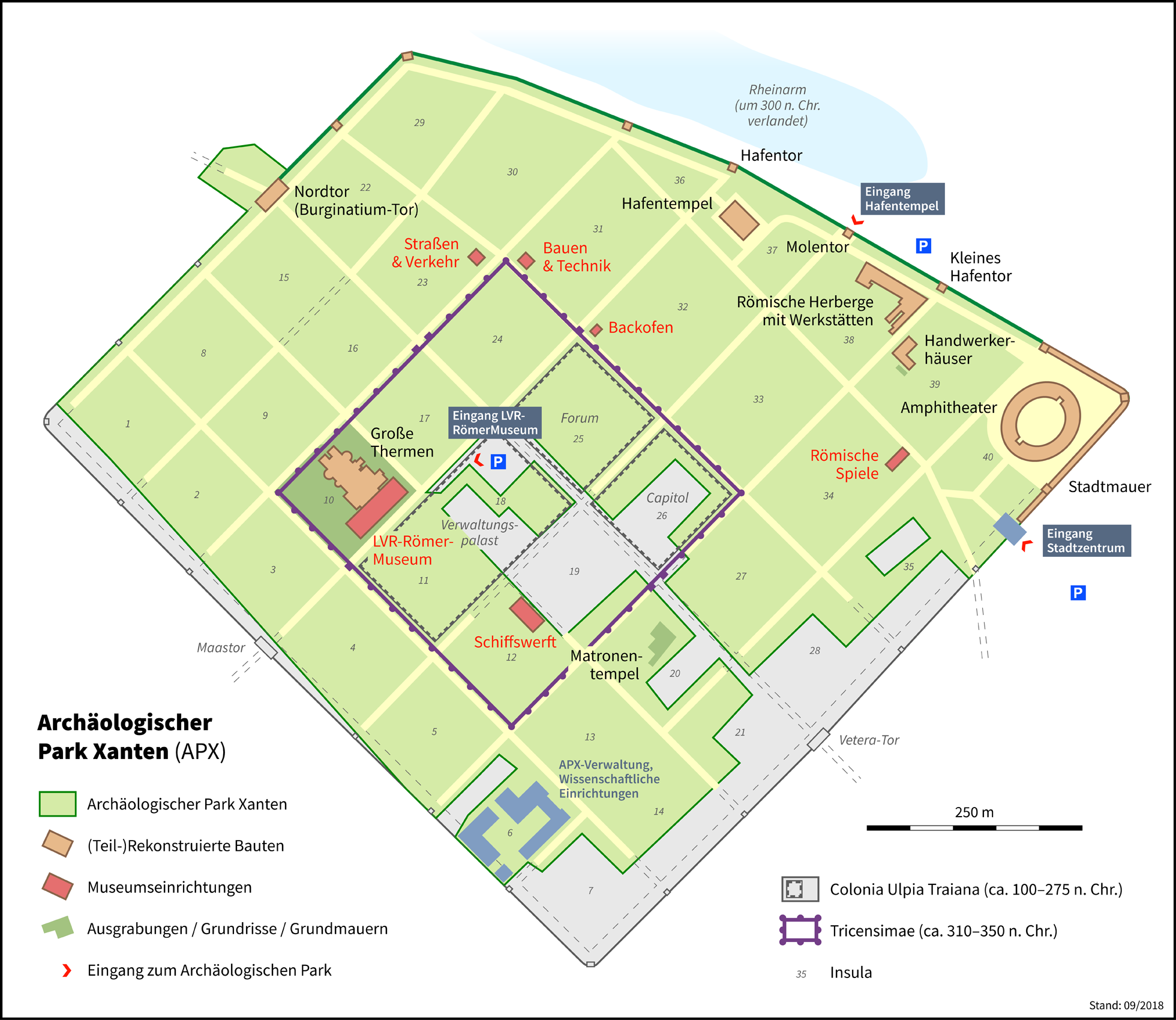
Insula 26 war der Tempelbezirk des Kapitols gleich südlich des Forums

Das Kapitol der Colonia Ulpia Traiana war der zentrale Tempel der römischen Stadt Colonia Ulpia Traiana (CUT), einer Colonia auf dem Gebiet des heutigen Xanten (Nordrhein-Westfalen). Sie bestand etwa von 100 bis 275 n. Chr. als ein Hauptort der Provinz Germania inferior. Die area sacra des Kapitols, die die ganze Insula 26 einnahm, lag an höchster Stelle des Stadtgebiets in direkter Nachbarschaft zum Forum (Insula 25). Vermutlich war es ein Heiligtum der drei kapitolinischen Gottheiten Jupiter, Juno und Minerva.

## Geschichte

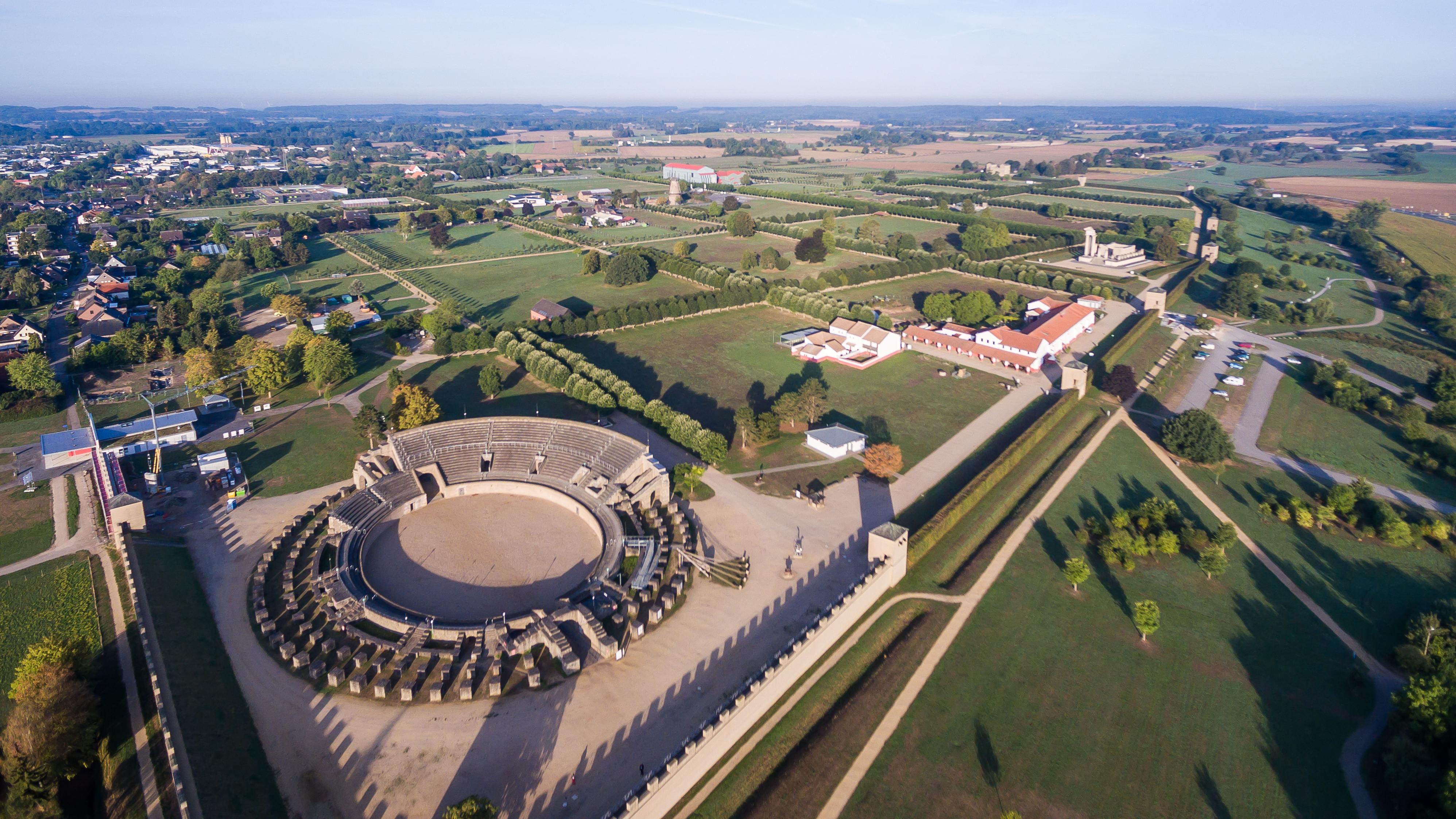
Schrägluftbild des Archäologischen Parks. In der Nähe der Windmühle wären das Kapitol und Forum zu finden.

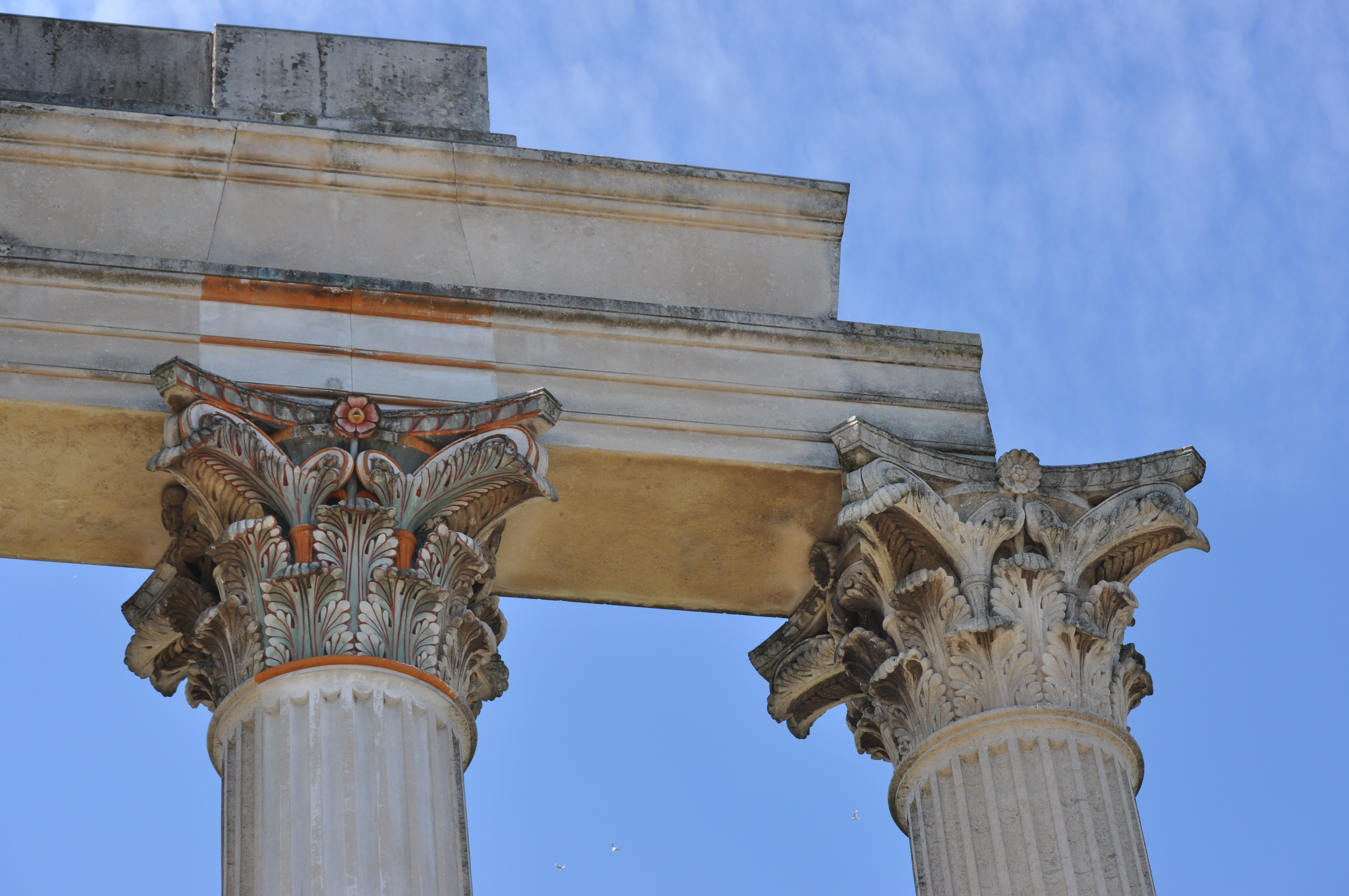
So könnten auch die Kapitelle des Kapitoltempels ausgesehen haben (Rekonstruktion zweier Kapitelle am Hafentempel)

Eine Flurbezeichnung – Auf der alten Burg – erinnert an eine mächtige Ruine, die über Jahrhunderte hinweg „Alte Borgh“ genannt wurde. Sie zeugt von einem mächtigen Gebäude aus alter Zeit. Aber es war keine Burg oder Festung, sondern ein großer Tempel mit erhaltenen Fundamenten von 30 mal 40 Metern Außenmaß. Damit erwies sich dieser Tempel größer als der Kapitolstempel in Köln. Werkstücke des aufgehenden Mauerwerks wurden nicht gefunden. Durch Steinraub gingen das aufgehende Mauerwerk und sogar Teile des Fundaments verloren. Es gibt aber Hinweise, dass das Podium, die Säulen und die Gebälk- und Giebelzonen aus Kalkstein gearbeitet waren, die aus der oberen Moselregion stammen. Wahrscheinlich hatten die Säulen korinthische Kapitelle. Eine hölzerne Dachkonstruktion mit einem Ziegeldach schloss den Bau nach oben ab. Der Temenos, die area sacra des Tempels, wurde auf der Rückseite des Tempels durch eine zweigeschossige Halle abgeschlossen, die auf beiden Seiten einen Portikus hatte. Die Hallen auf der Nord-, Ost- und Südseite waren nur halb so hoch und besaßen auch Portiken, vor allem zur Straße hin.
In den Xantener Berichten, Band 25, wird von Gundolf Precht unter dem Titel Die Capitolsinsula der Colonia Ulpia Traiana (in der Reihe Siedlungsgeschichtliche Entwicklung, Grabung – Forschung – Präsentation. Herausgegeben von Martin Müller) ausführlich die Gesamtheit der Grabungen im Gebiet der Insula 26 dokumentiert. Dabei geht er auf die komplizierte Baugeschichte der zeitlich aufeinander folgenden Gebäude innerhalb dieser Insula ein und unterscheidet acht verschiedene Bauphasen. Für den Capitolstempel interessant sind nur die letzten Phasen des Steinbaus. Im Abschnitt „Rekonstruktion der Area sacra des Capitols“ und dem nachfolgenden Abschnitt „Der Tempel“ werden die (oft hypothetischen) Folgerungen über die Befunde dargestellt. Folgendes Schlussergebnis formuliert Gundolf Precht:
„Vom ersten Tempelbau ist (bisher) wenig bekannt. Die Bebauung der Randzonen wurde offensichtlich in mehrere Baulose geteilt. Vom Arbeitsablauf entstanden zunächst die Fundamente für die Bebauung der Westseite und möglicherweise gleichzeitig die für die der Ostseite. An die östliche Randbebauung wurden anschließend die Fundamente der südlichen gesetzt. Nach einer wohl jahreszeitlich bedingten Bauunterbrechung wurden der Anschluss des Südflügels an den westlichen Baukörper umgeplant und anschließend beide Bauteile gleichzeitig hochgeführt.“
„In der zweiten Hälfte des zweiten Jahrhunderts fielen der Tempel und Teile der westlichen Randbebauung einem Brand zum Opfer. Während der Tempel offensichtlich vergrößert wiederaufgebaut wurde, scheint die Fertigstellung des Westflügels ins Stocken geraten und erst später (vereinfacht?) zum Abschluss gekommen zu sein. Ende des dritten Jahrhunderts wurde die östliche und südliche Randbebauung des Capitols in die spätantike Befestigungsmauer der auf neun Insulae verkleinerten Stadtanlage eingebunden.“
Man kann also über das Aussehen des Tempels nur spekulieren, denn es gibt keine gesicherten Erkenntnisse darüber. Nur seine Ausrichtung ist klar.

## Platzierung innerhalb der Stadt

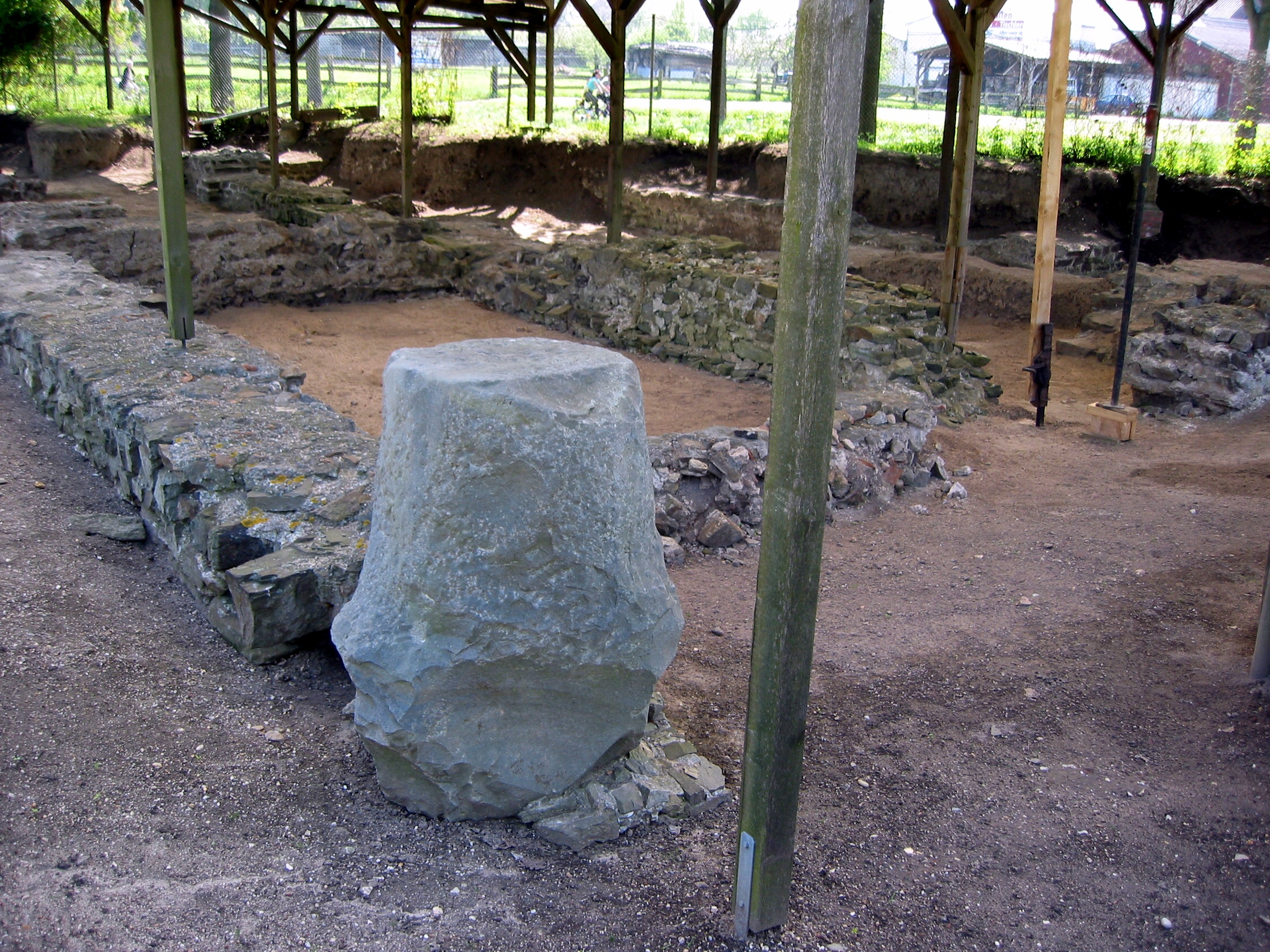
Fundamente der Gebäude an der Nordostecke der Insula 26, Teil der Randbebauung des Kapitolsbezirkes

Zur Planung und Platzierung des Kapitols als eigener Insula-Bezirk sagt Hans-Joachim Schalles:
„Die Platzierung des Kapitolstempels in der Colonia Ulpia Traiana (Xanten) mutet demgegenüber konventionell an: Dem Kapitolsbezirk wurde die südwestlich an das Forum anschließende Insula und damit ein zentraler, am Hauptcardo gelegener Punkt im städtischen Gefüge zugewiesen. Der zwischen Forum und Kapitolsbezirk verlaufende Decumanus scheint eine Erschließung beider Bereiche zu gewährleisten, die bereits als charakteristisches Merkmal einer ganzen Gruppe von Platzanlagen Erwähnung fand. Doch riegelt eine Halle den Kapitolsbezirk gegen diesen Decumanus und damit gegen das Forum ab. Der entscheidende Unterschied zu den genannten Platzanlagen ist aber, daß der Tempel nach Nordosten und damit nicht auf das Forum orientiert ist. Das Kapitol ist hier als geschlossener, eigenständiger Bezirk aufgefaßt, seine Ausrichtung möglicherweise – die Kölner Parallele legt diesen Gedanken nahe – im Wunsch nach einem flußseitigen Architekturprospekt begründet. In ihrer Abgeschlossenheit ähnelt diese Konzeption vielleicht nicht zufällig dem Kaiserkultbezirk in der Neustadt von Italica.“
Anmerkung: Wenn man den ganz oben befindlichen Übersichtsplan über die Insulae der CUT betrachtet, muss man wohl aus dieser genordeten Darstellung schließen, dass die Kapitolsinsula 26 südöstlich der Forumsinsula 25 liegt (und nicht „südwestlich“ wie im zitierten Text angegeben).

## Rekonstruktion

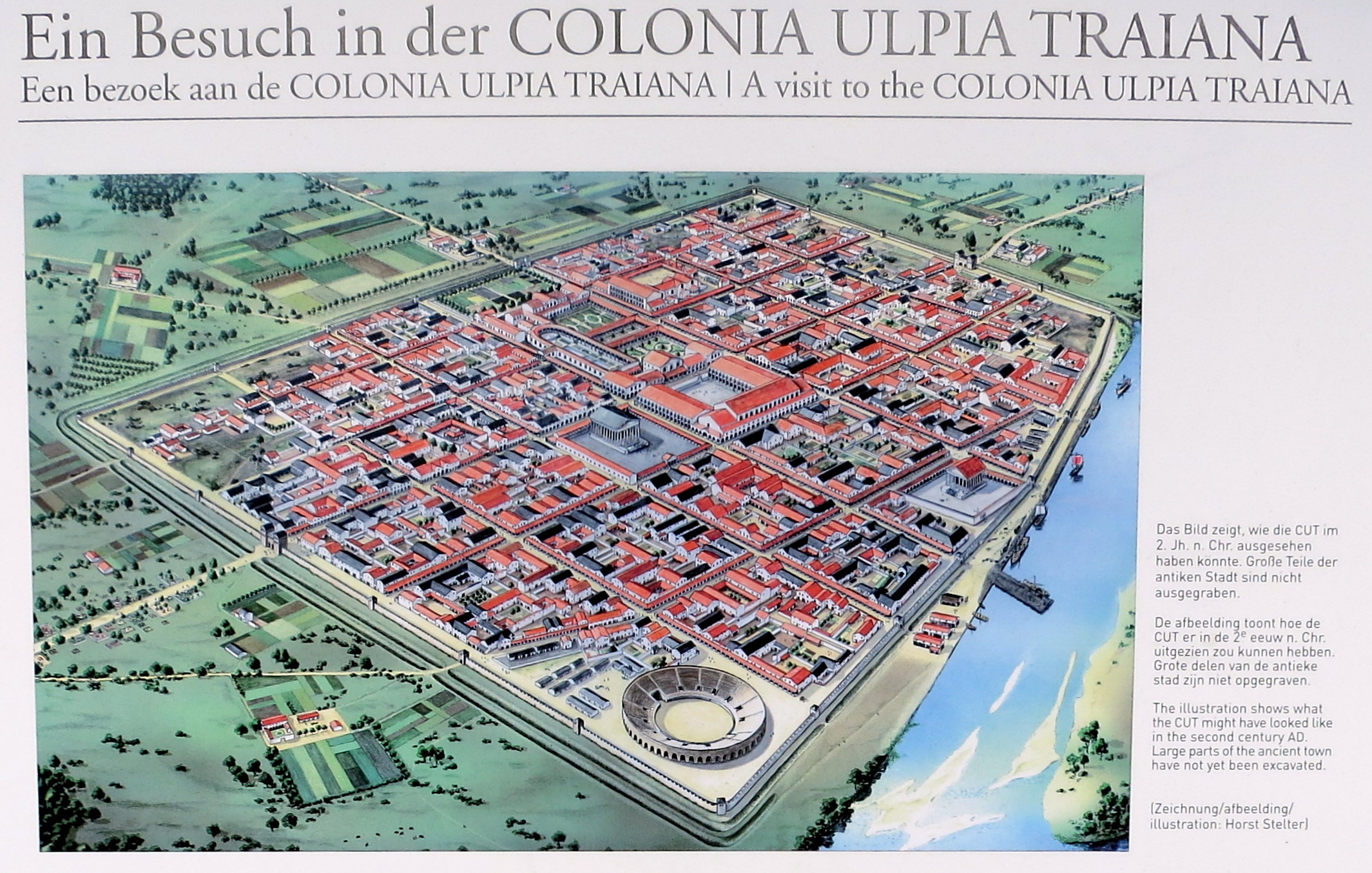
So sollen Besucher des APX sich die ehemalige römische Stadt vorstellen. Im Zentrum ist das Kapitol als Rekonstruktion zu sehen. Es ist eine mögliche Version!

Eine Rekonstruktion des Kapitols wird wohl nicht möglich sein. Aber man kann zumindest begründete Hypothesen über das Aussehen des Tempels anstellen. Die zwei Versionen der Rekonstruktion des Aufgehenden stehen im Einklang mit Befunden und Gesetzmäßigkeiten des römischen Tempelbaus und ziehen Vergleiche zu typgleichen Tempeln derselben Epoche.
Version 1: Ringhalle mit acht Frontsäulen und elf Säulen an den Längsseiten (über dem äußeren Mauergeviert). Cella über dem inneren Mauergeviert.
Version 2: Cellawände auf dem äußeren Mauergeviert, an drei Außenwänden vorgelagerte Halbsäulen, im Osten eine Vorhalle aus freistehenden Säulen.